# Ogyris halmaturia
Ogyris halmaturia är en fjärilsart som beskrevs av Bethune-Baker 1905. Ogyris halmaturia ingår i släktet Ogyris och familjen juvelvingar. Inga underarter finns listade i Catalogue of Life.